# Woldemar von Tiesenhausen
Ernst Woldemar von Tiesenhausen (russisch Влади́мир Гу́ставович Тизенга́узен, * 25. Februar 1825 in Narva (Estland); † 2. Februar 1902 in St. Petersburg) war ein russischer Orientalist, der vor allem auf dem Gebiet der Geschichte und der Numismatik tätig war.
Woldemar von Tiesenhausen stammte aus der baltendeutschen Adelsfamilie Tiesenhausen und war der Sohn des in russischen Diensten stehenden Oberstleutnants Gustav von Tiesenhausen. Er besuchte ein Gymnasium in St. Petersburg und studierte orientalische Sprachen an der Universität St. Petersburg (Diplom 1848). Er war Schüler und Mitarbeiter Christian Martin Frähns. 1841 trat er in den russischen Staatsdienst ein. Seit 1861 war er Mitglied der Kaiserlichen Archäologischen Kommission, von 1894 bis 1900 Gehilfe ihres Präsidenten.
1893 wurde er korrespondierendes Mitglied der Kaiserlichen Akademie der Wissenschaften.

## Veröffentlichungen (Auswahl)
- О саманидских монетах (Über die Münzen der Samaniden). St. Petersburg 1855
- Die Geschichte der Ogailiden Dynastie. St. Petersburg 1859
- Монеты восточного халифата ( Monnaies des khalifes orientaux). St. Petersburg 1873 (Digitalisat)
- Френовы рукописи и академик Дорн (Frenovy rukopisi i akademik Dorn – Scritti di Frähn e l'accademico Dorn). Varsavia, 1877
- Обзор совершенных в России трудов по восточной нумизматике (Überblick der in Russland durchgeführten Arbeiten zur orientalischen Numismatik). St. Petersburg 1876
- Notice sur une collection de monnaies orientales de M. le comte S. Stroganoff. St. Petersburg 1880 (Digitalisat).
- Сборник материалов, относящихся к истории Золотой Орды  (Sammlung von Materialien zur Geschichte der Goldenen Horde nach den arabischen Quellen)
  - Band 1. Извлечения из сочинений арабских, St. Petersburg 1884
  - Band 2. Извлечения из персидских сочинений, Moskau/Leningrad 1941